# 叛逆天使の墜落 (ブリューゲル)
『叛逆天使の墜落』（はんぎゃくてんしのついらく、蘭: De val der opstandige engelen, 英: The Fall of the Rebel Angels）は、ルネサンス期フランドル地方の画家ピーテル・ブリューゲル（1525年? - 1569年）による1562年作の油彩画である。ベルギー王立美術館所蔵。作品名は『反逆天使の転落』とも邦訳される。

## 解説

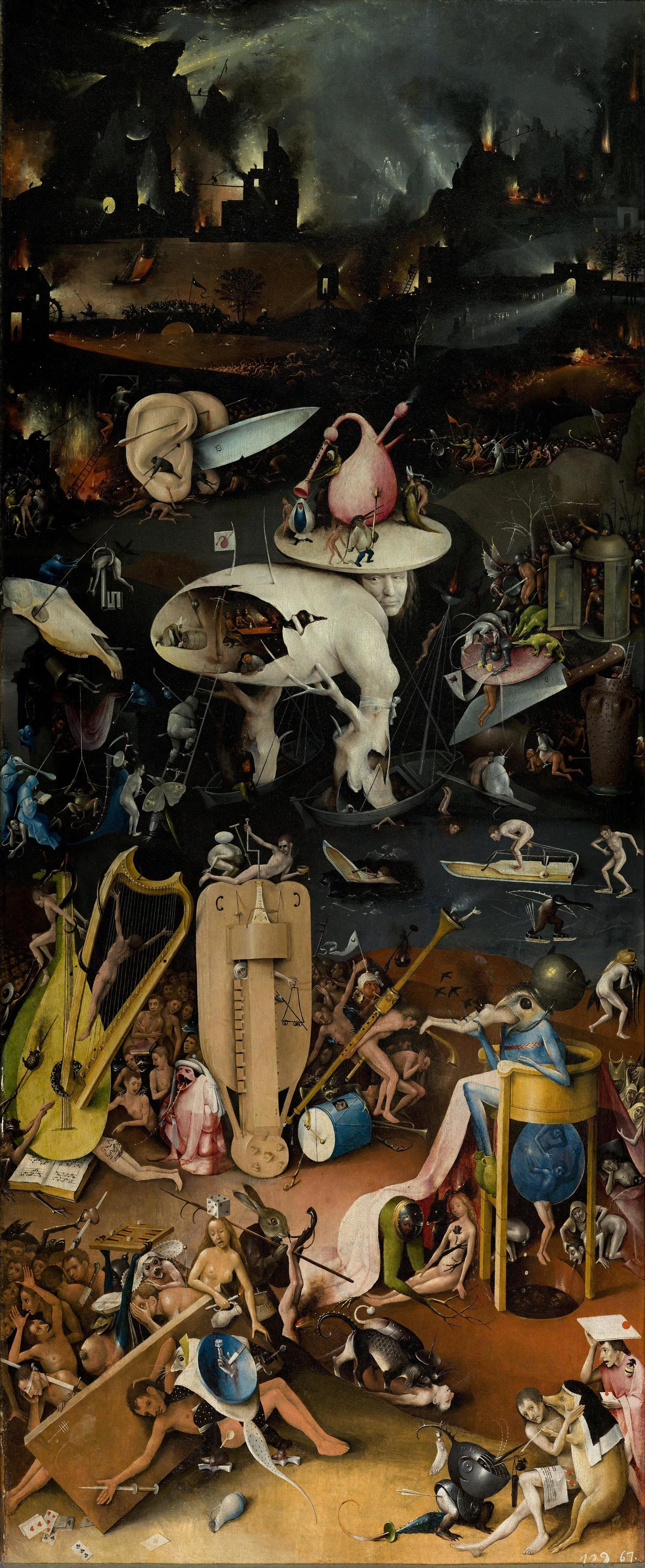
ヒエロニムス・ボス
『快楽の園』右翼パネル「音楽家たちの地獄」（1500～05年頃）
ブリューゲルに影響を与えた作品の一つと考えられている。

### 主題と描写
ブリューゲルがアントウェルペンを拠点に活動していた36歳頃の作品である。本作はキリスト教の世界観に基づく宗教画であり、高慢や嫉妬のために神に逆らい、天界を追放された叛逆天使（堕天使）達と、それを追い払う大天使ミカエルに率いられた天使の軍勢との戦いを描いた作品である。この主題そのものは伝統的な画題で、従来は天使を強調して善の圧倒的勝利を描くものであったが、ブリューゲルの本作は混沌とした画面構成で乱戦の様相を呈し、善と悪、美徳と悪徳のせめぎ合いを描いたものとなっている。画面上部中央に円形の至高天が描かれ、そこからもつれ合い墜落するにつれて悪魔と化していく堕天使達は、人間・獣・爬虫類・魚・貝・昆虫・植物・楽器など無数の生物・無生物を合成した怪物として描かれている。その意匠の中には、制作当時新大陸から紹介されたばかりのアルマジロの姿が取り込まれているなど、ブリューゲルの博物学的関心が活かされている。これに対するミカエル達天使は長剣を振るって戦っており、剣の精緻な描写から、絵の注文主は刀剣ギルドではないかとする説もある。多くの小さな人物の間に中心となる人物を配する構図は、同時期のブリューゲルが好んで用いたものである。

### ボスの影響
本作における奇妙な怪物たちの描写は、ブリューゲルの作品の中でも、初期フランドル派の先人ヒエロニムス・ボス（1450年頃 - 1516年）の作品から強い着想を得たものとされる。ボスはブリューゲルの生まれる約10年前に没したため、直接の師弟関係はないが、絵の様式に受けた影響から、当時からブリューゲルは「新しいボス」「第二のボス」と称されたり、ボスがブリューゲルの師匠として紹介されたりしていた。同時期のブリューゲルの作品で、他にボスの影響が指摘されるものに『悪女フリート』（1562年） と『死の勝利』（1562年頃） が挙げられる。

### 鑑定と修復
本作が現在の所蔵館であるブリュッセルの王立美術館に持ち込まれたのは1846年のことで、当初は「地獄のブリューゲル」の二つ名で知られた同名の長男小ピーテル（ピーテル・ブリューゲル2世）の作品と考えられ、500フランで購入された。その後、怪物の描写の類似からヒエロニムス・ボスの作品と鑑定された時期もあったが、19世紀末に額縁の下から「M.D.LXⅡ BRVEGEL」 の年記と署名が発見され、大ピーテルの作品であることが判明した。その後、20世紀初頭に修復作業が行われたが、この際にミカエルの両脇の白衣の天使の部分が明るく洗浄されすぎて、全体の調和が崩れてしまったとも懸念されている。ブリューゲルの没後400年に当たる1969年には再び調査及び洗浄作業が行われ、表面に塗り重ねられたワニスの層を除去して本来の豊かな色調を取り戻すと共に、ブリューゲルの単純で軽妙でありながらしっかりとした筆致を確認することができるようになった。

## 拡大図

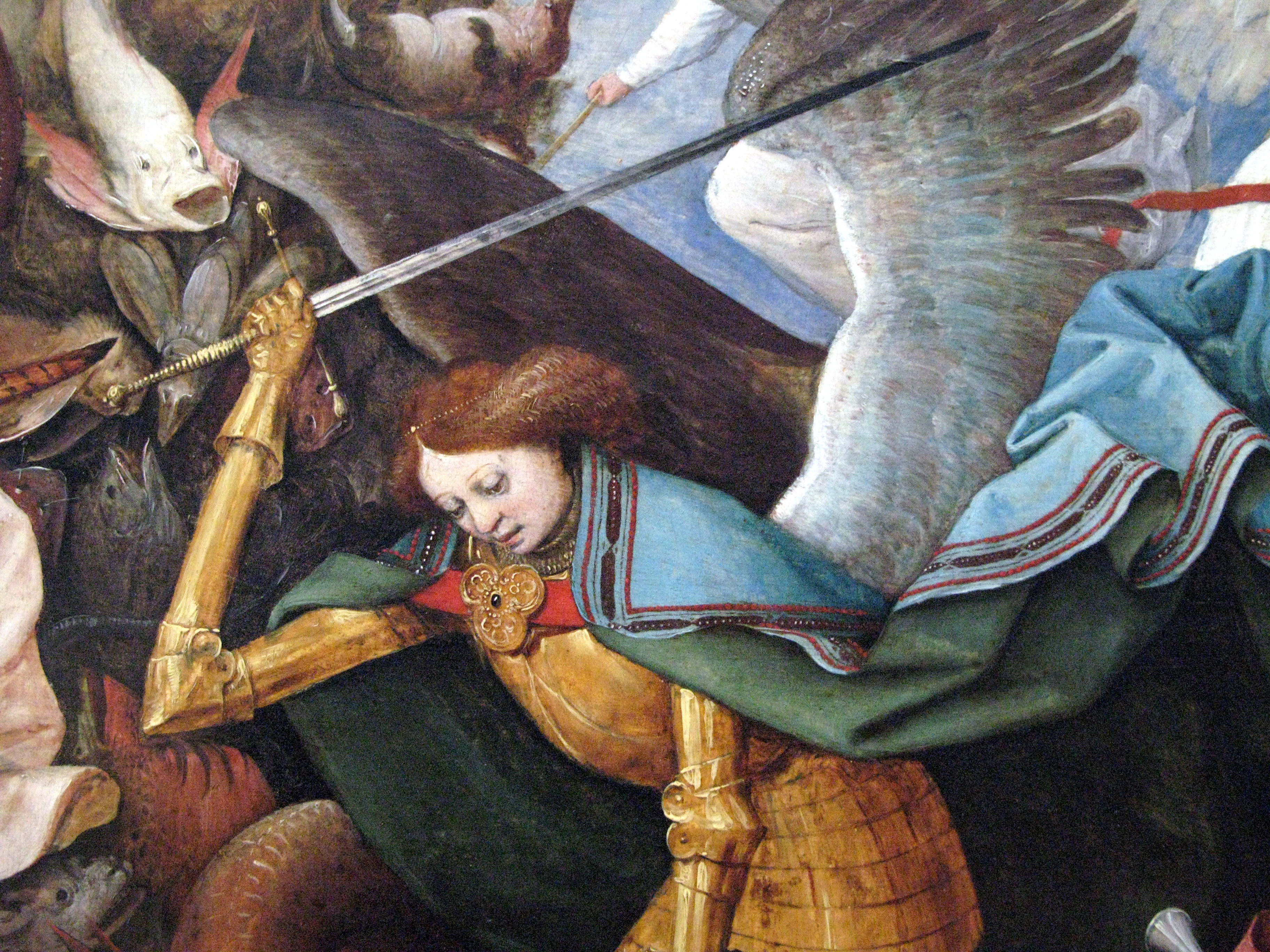
甲冑をまとった大天使ミカエル
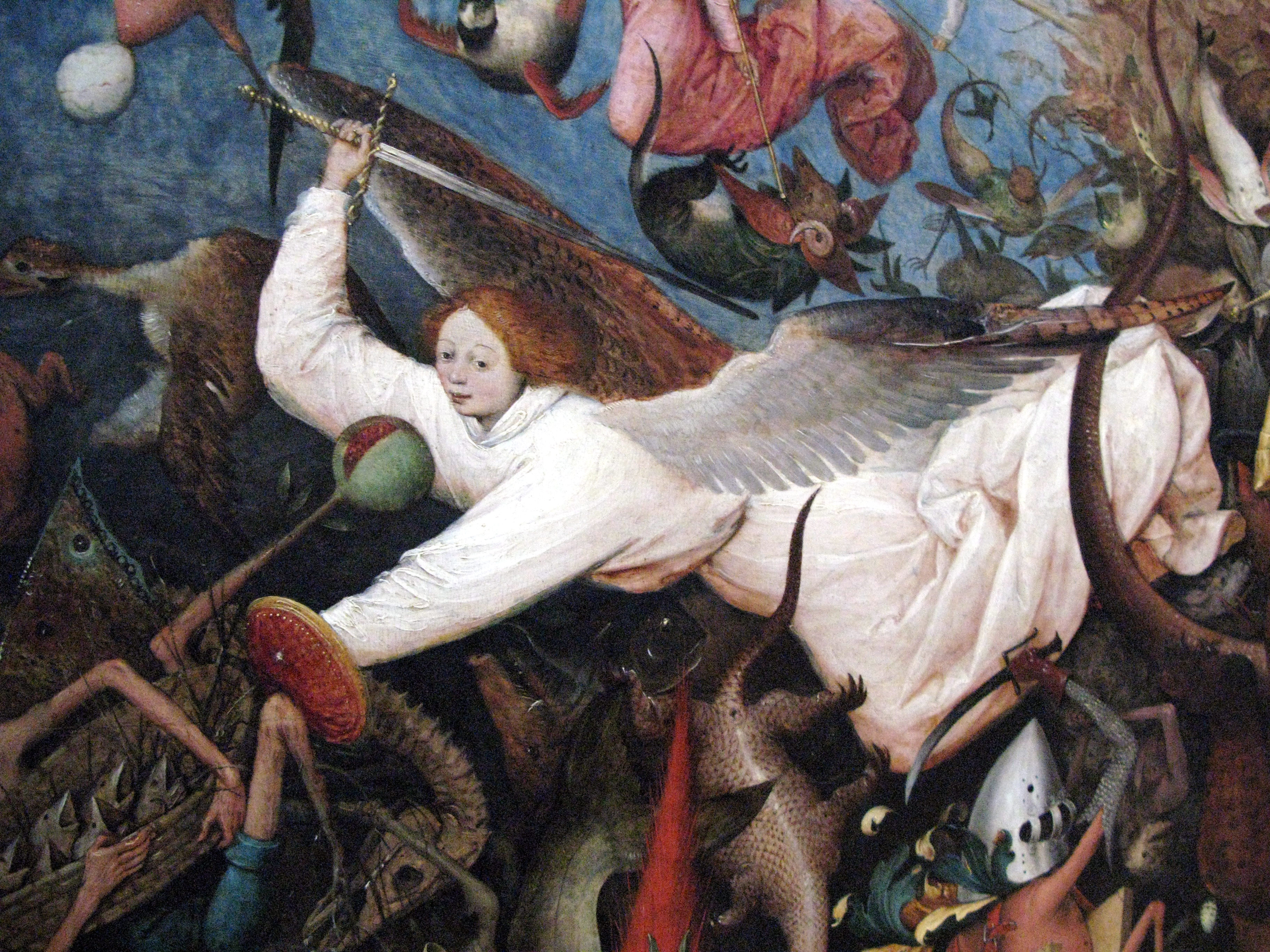
剣を振るう天使（左側）
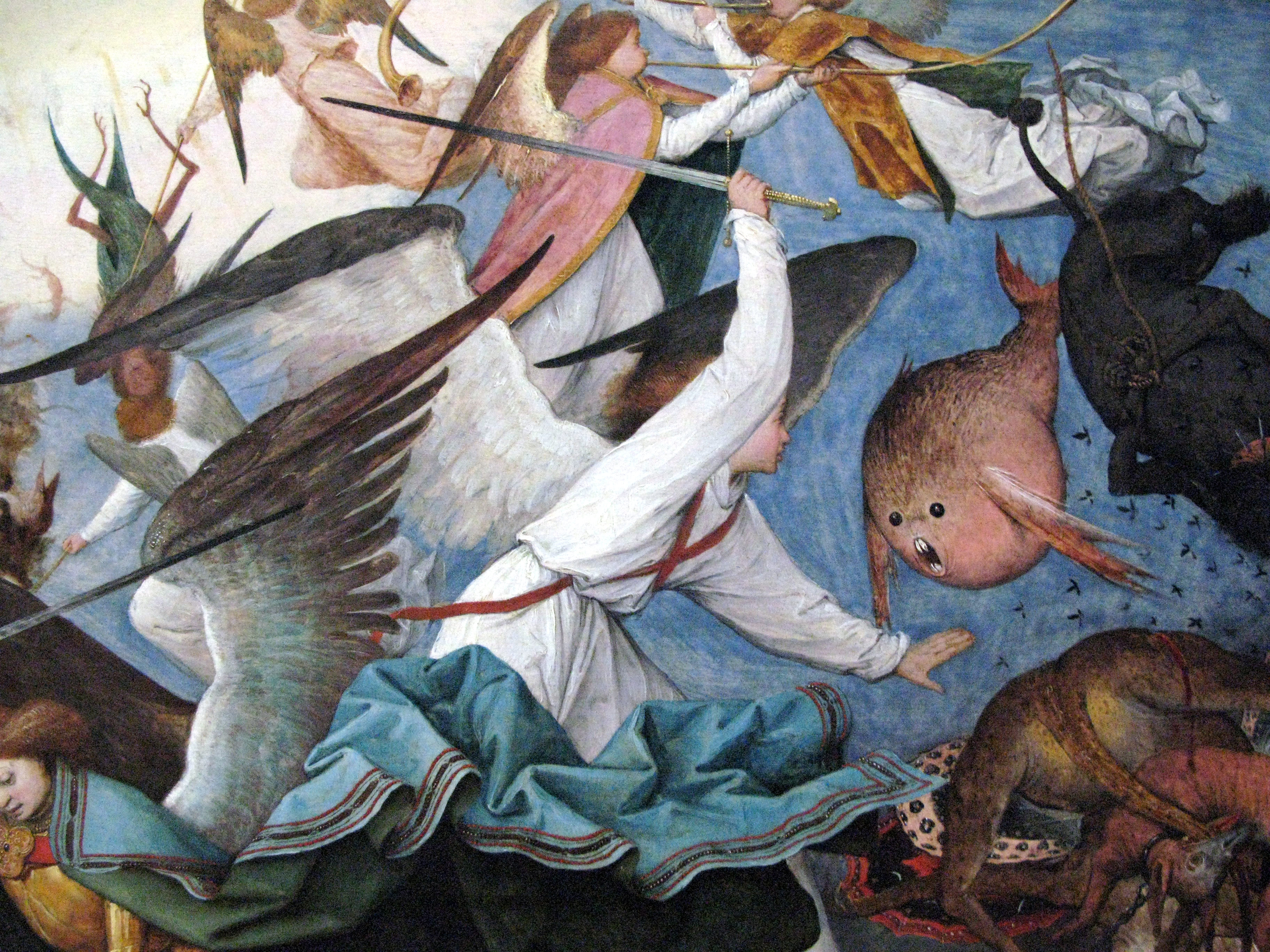
剣を振るう天使（右側）
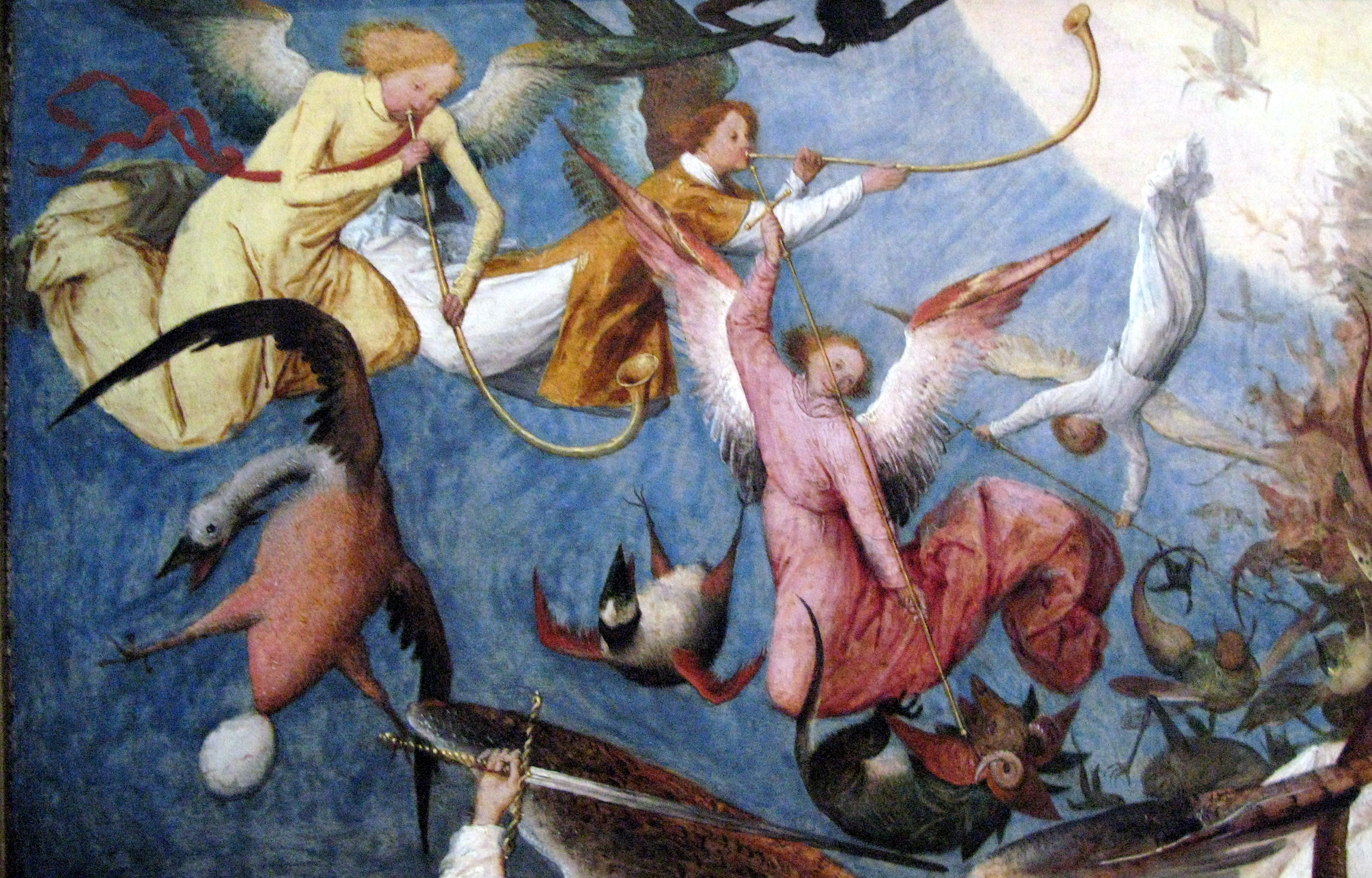
ラッパを吹く天使と槍で悪魔を突く天使
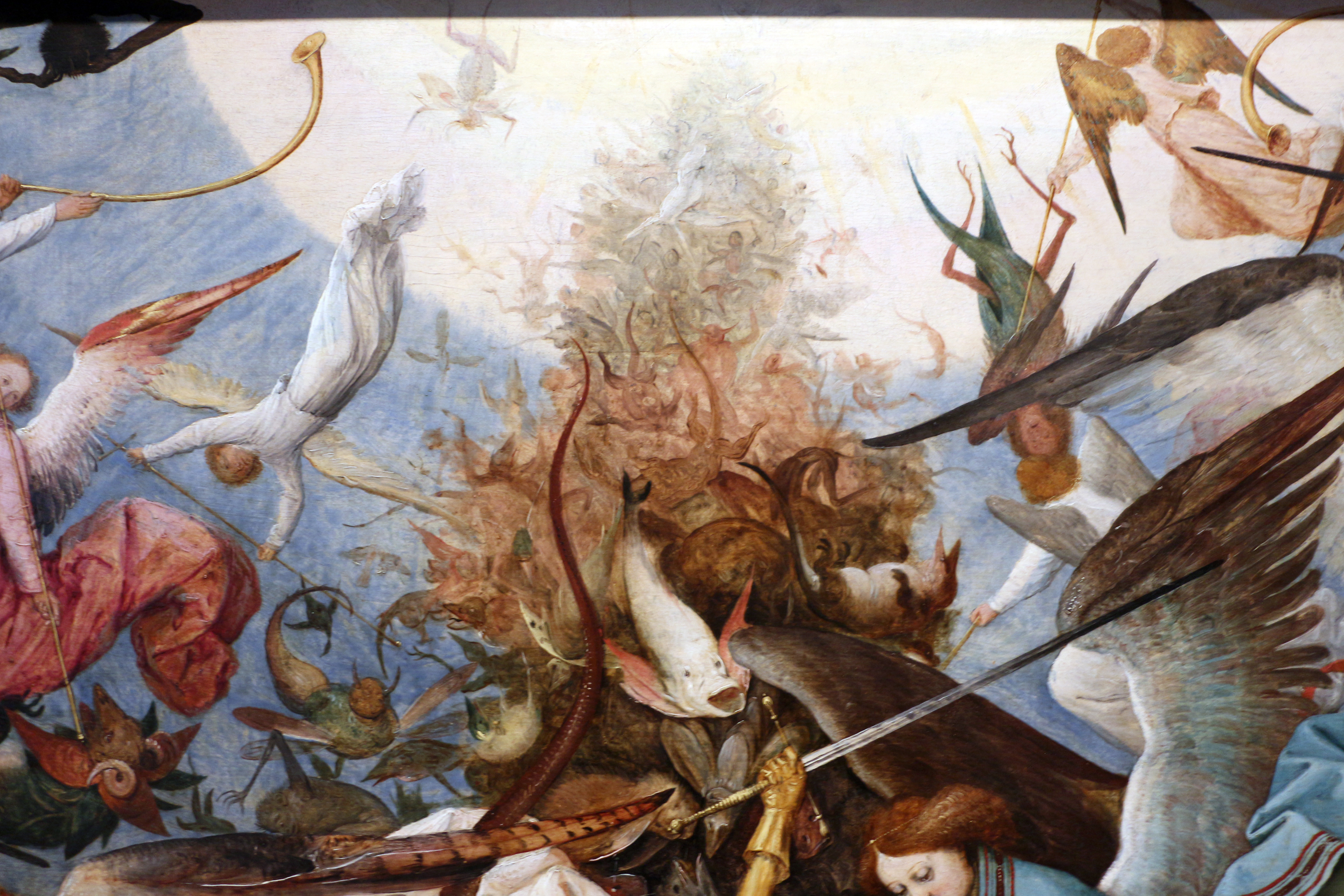
至高天とそこから墜落する堕天使達

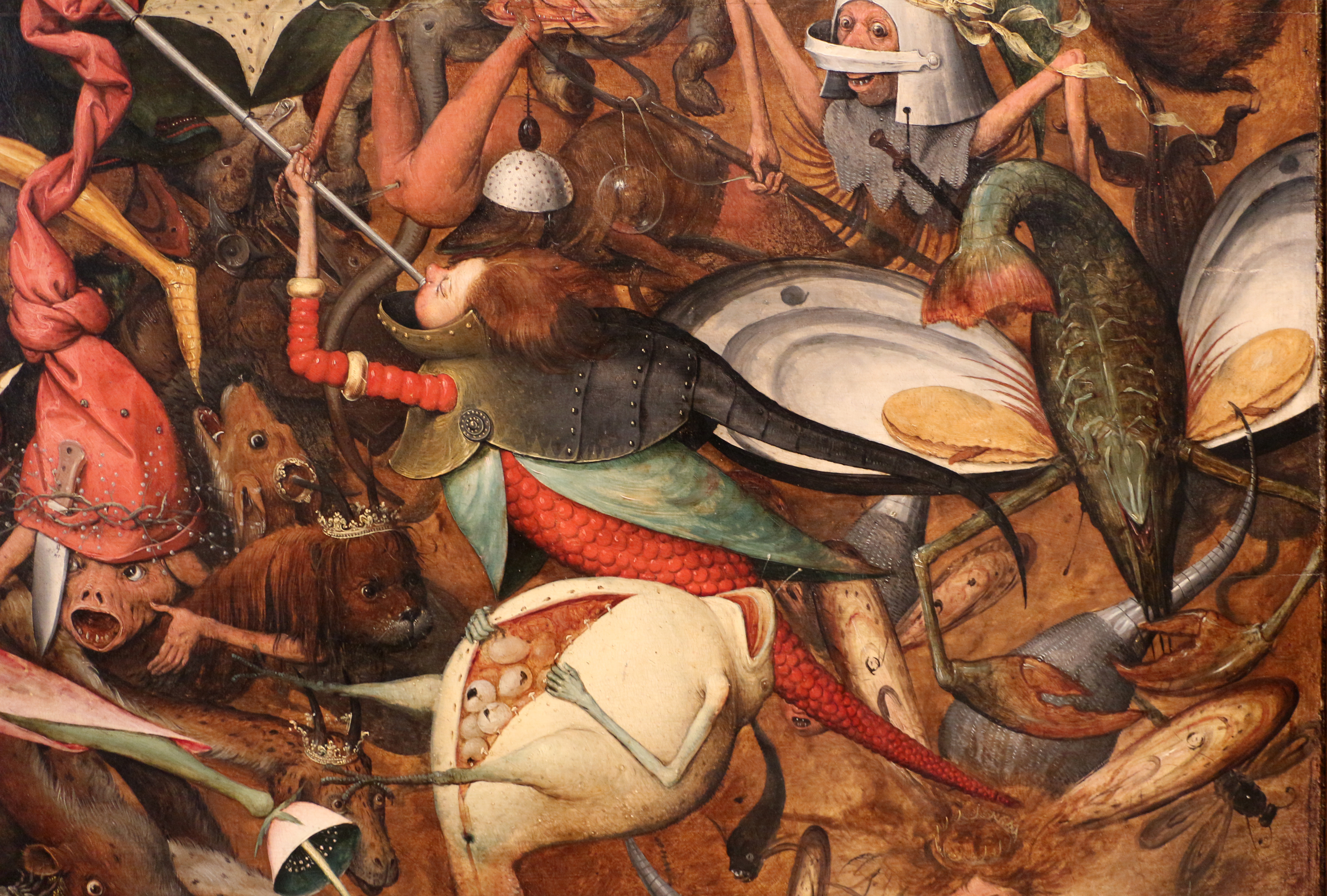
アルマジロの鱗甲を甲冑とする堕天使
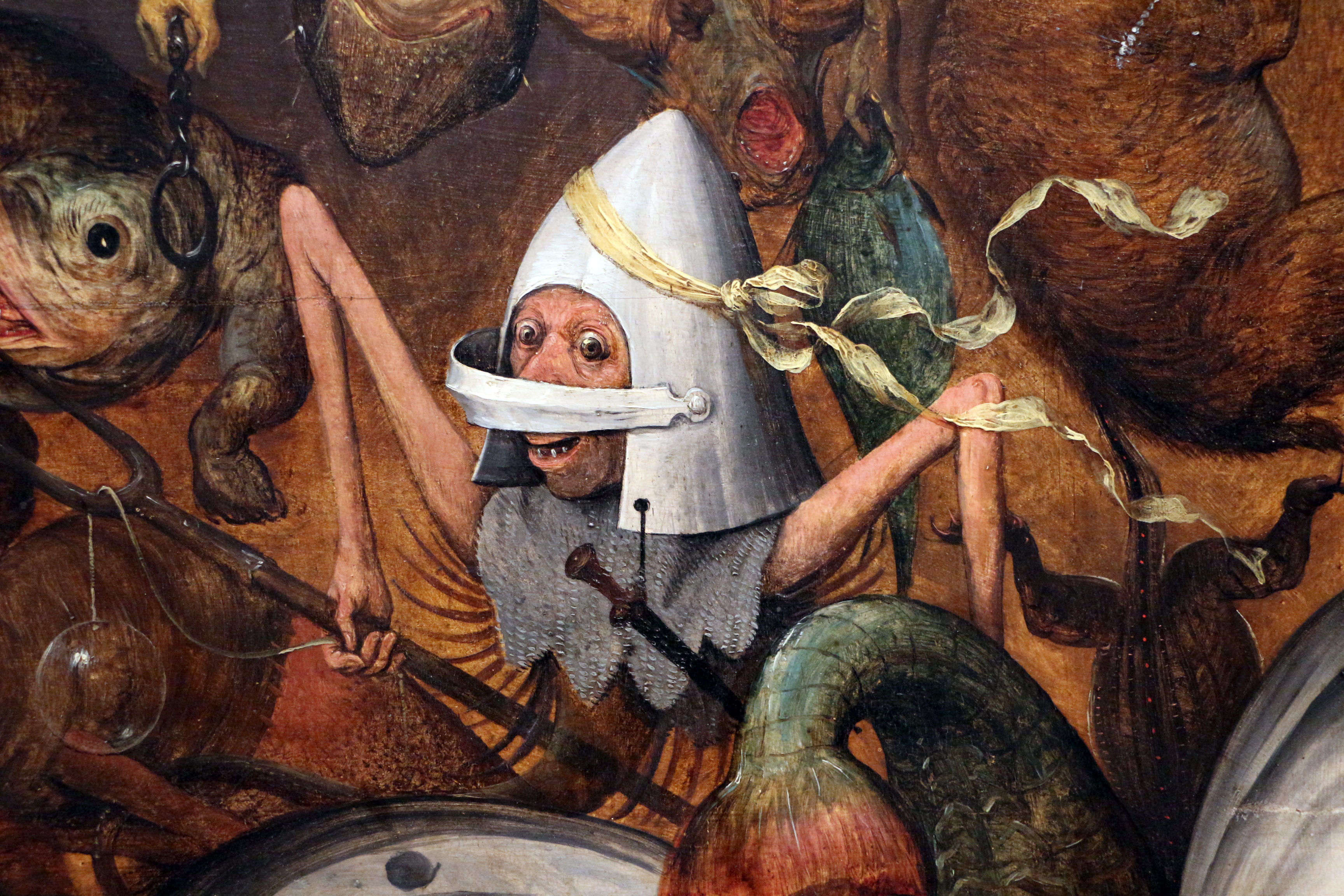
兜を被り二叉槍を持つ堕天使
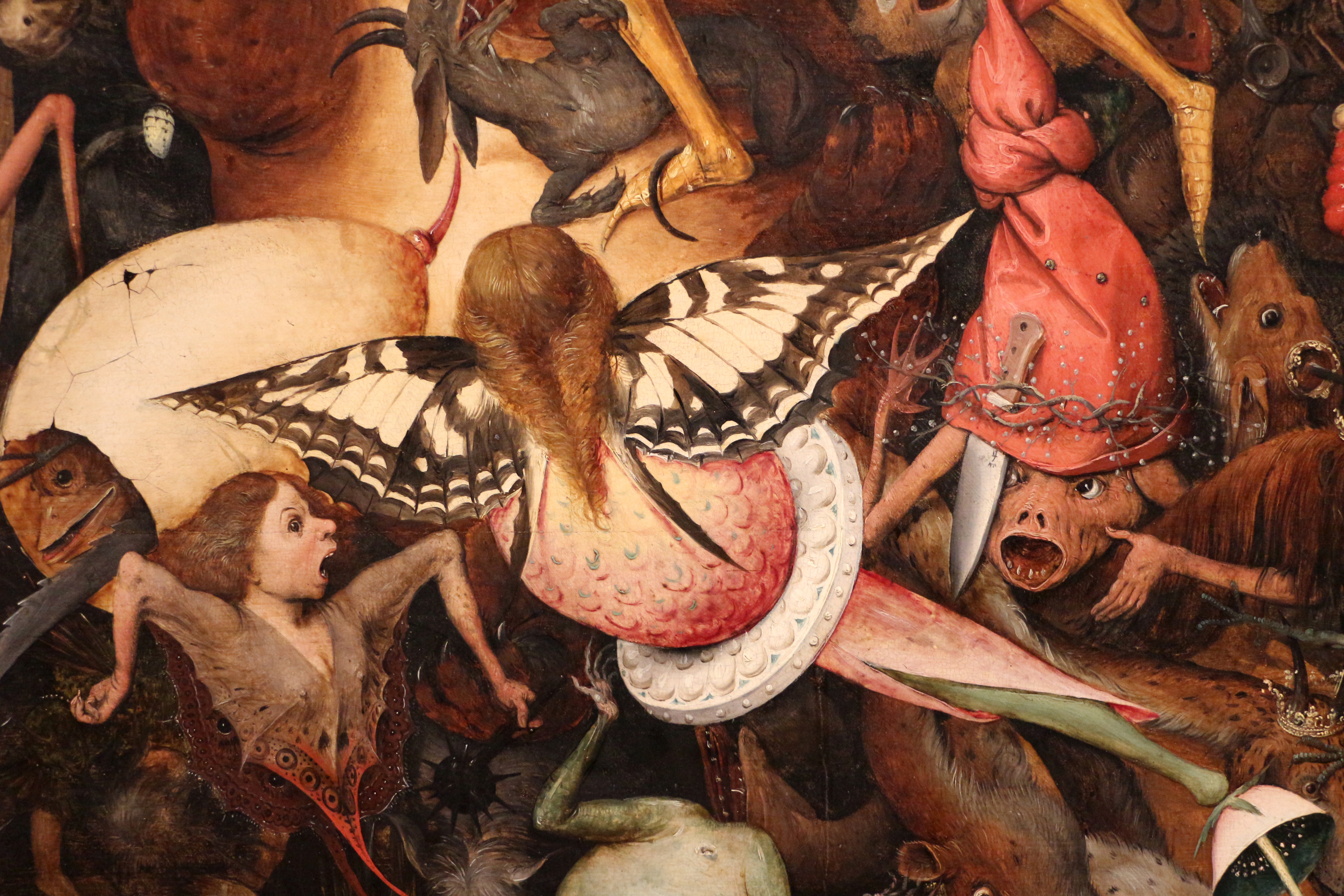
蝶の羽を持つ堕天使
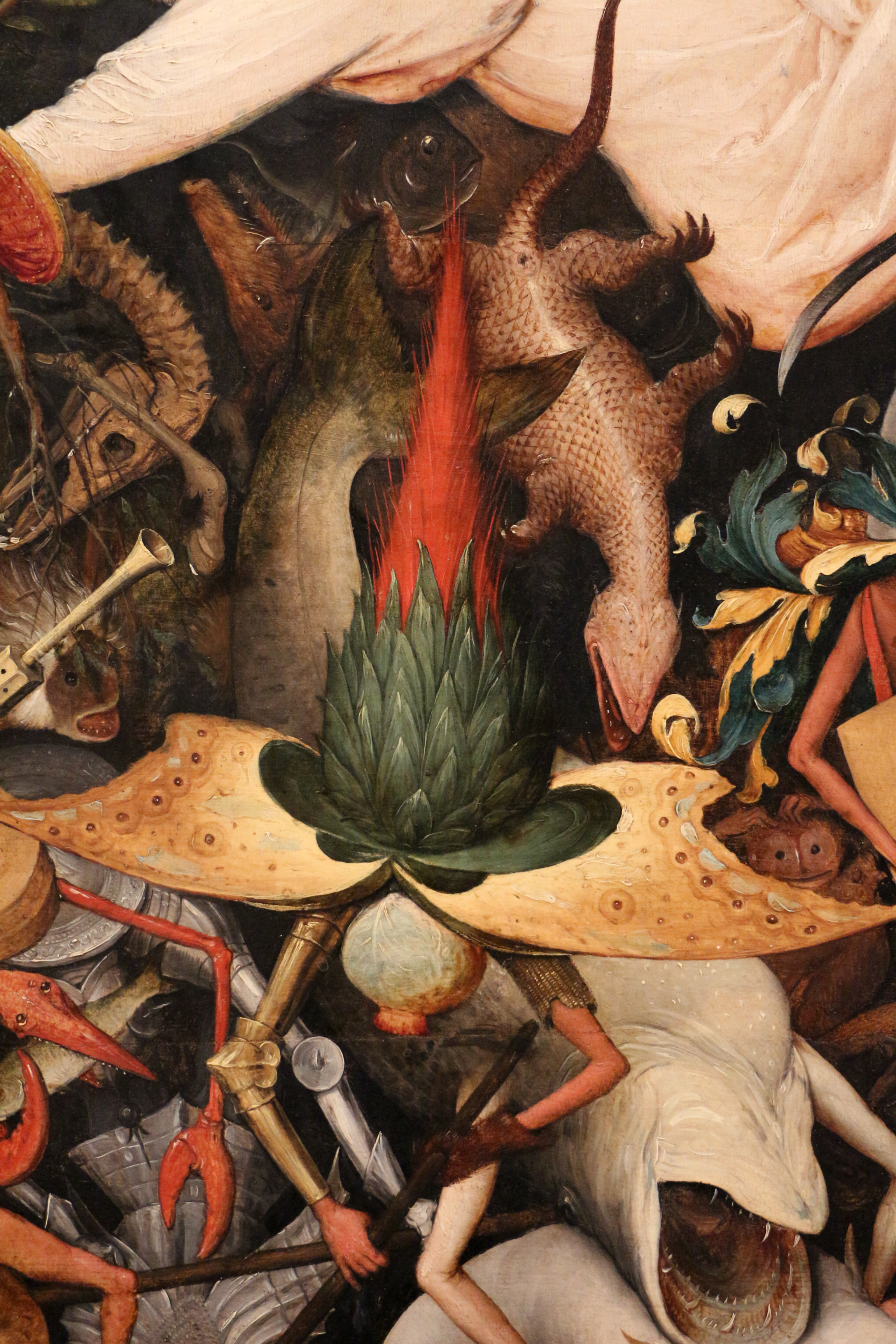
蛾の羽を持つ堕天使
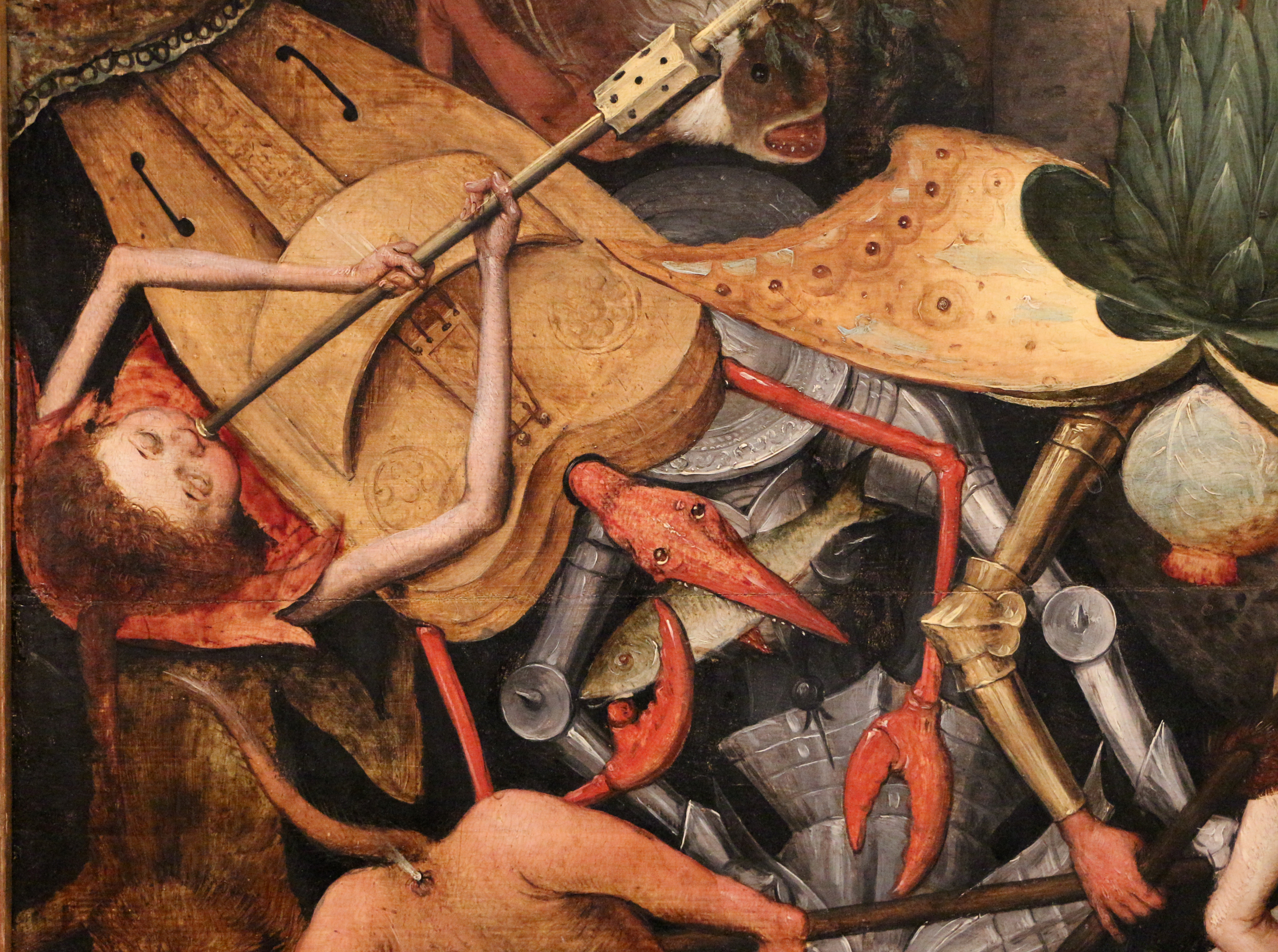
ハーディ・ガーディの怪物

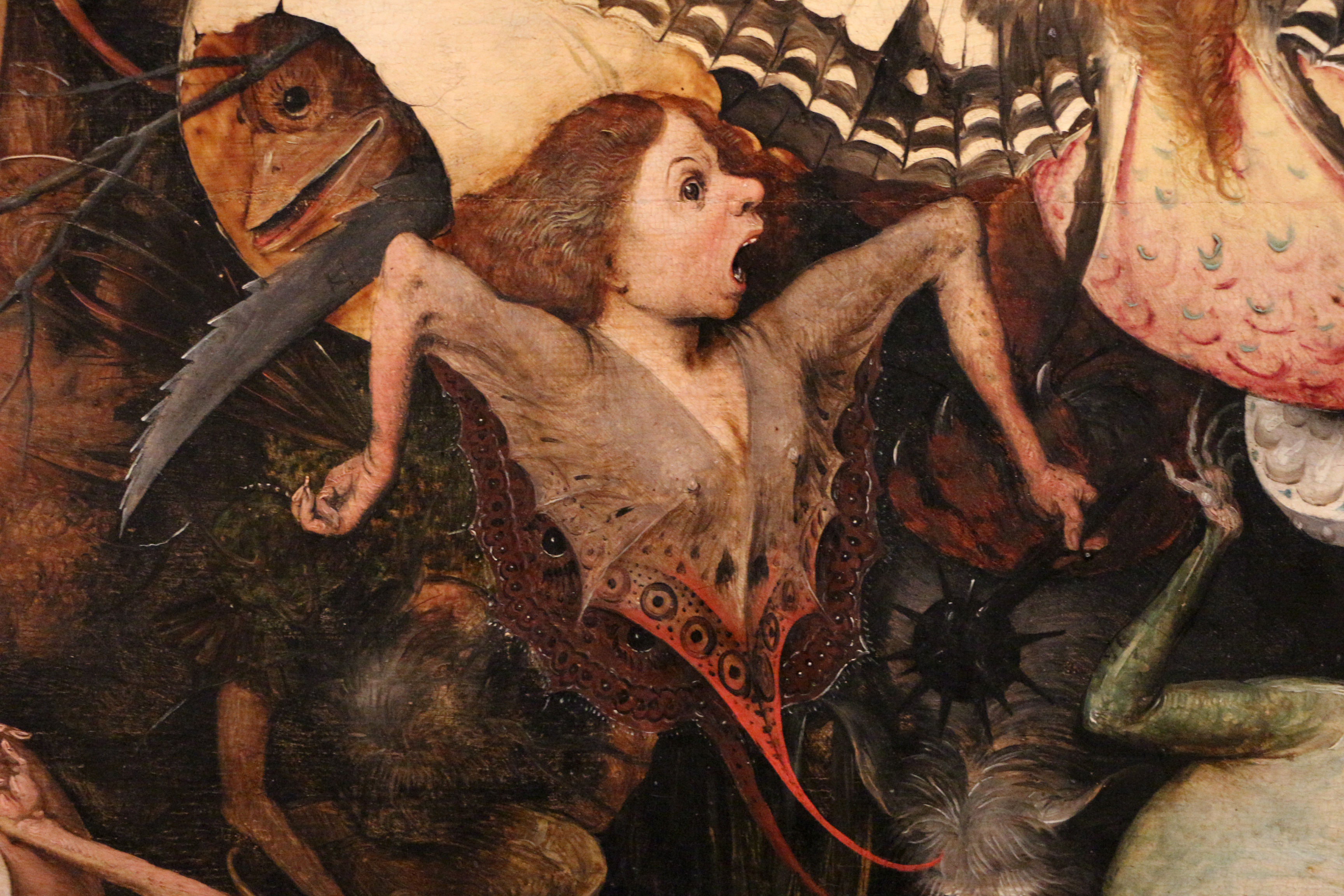
下半身から怪物の姿に変じつつある堕天使
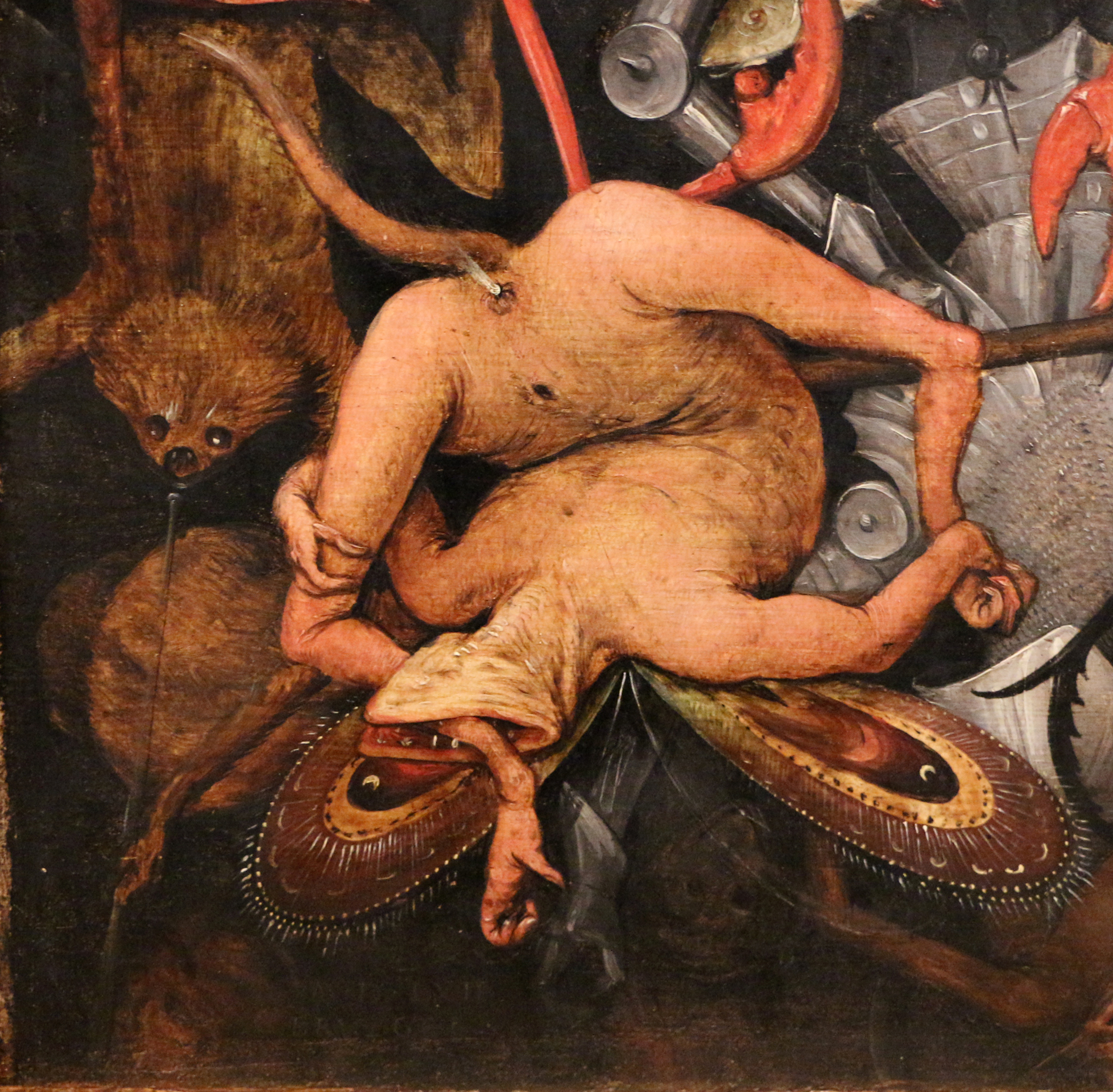
自らの足を食らう悪魔[注釈 3]
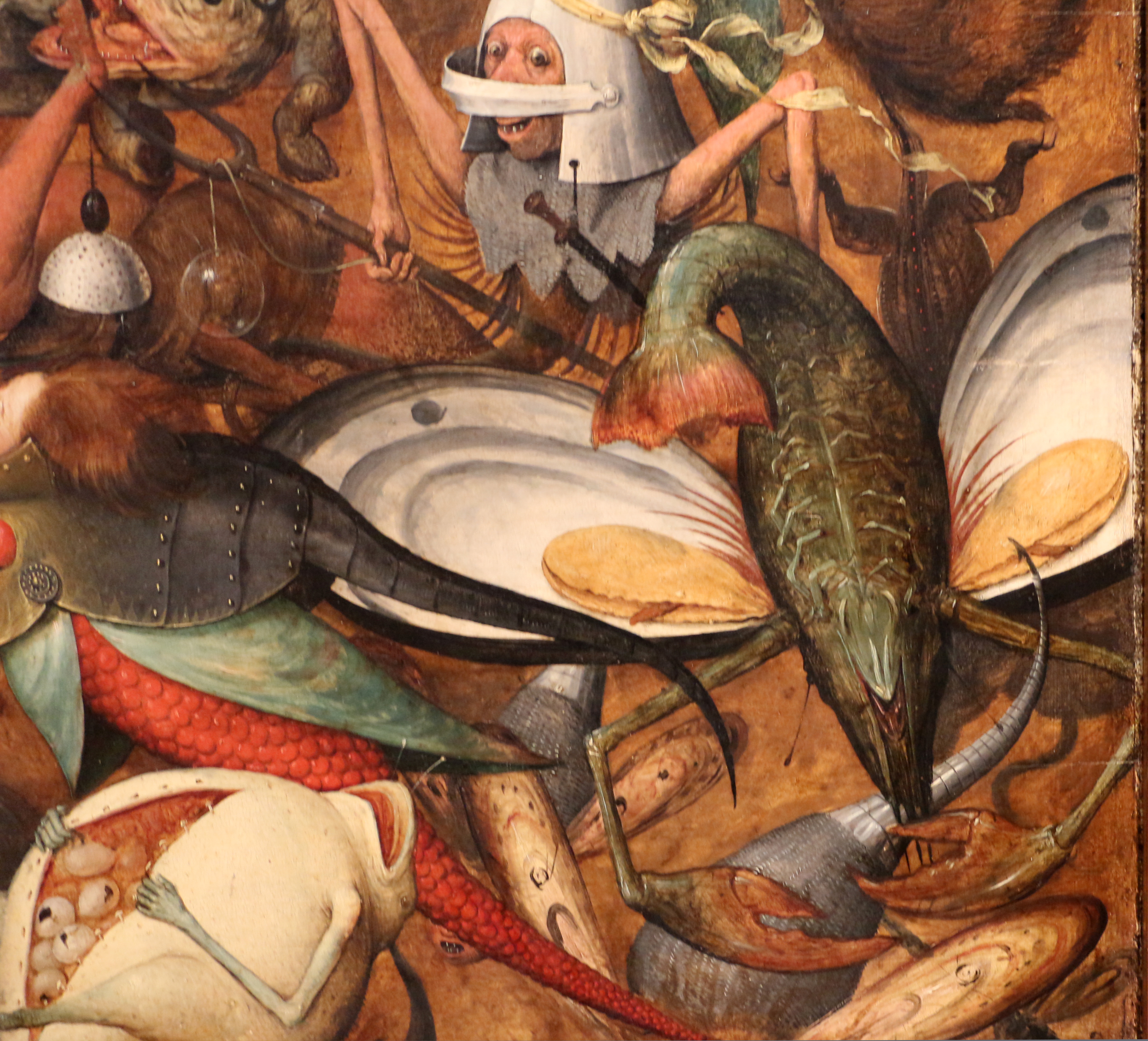
ムール貝の翼を持つ魚とエビの合成怪物
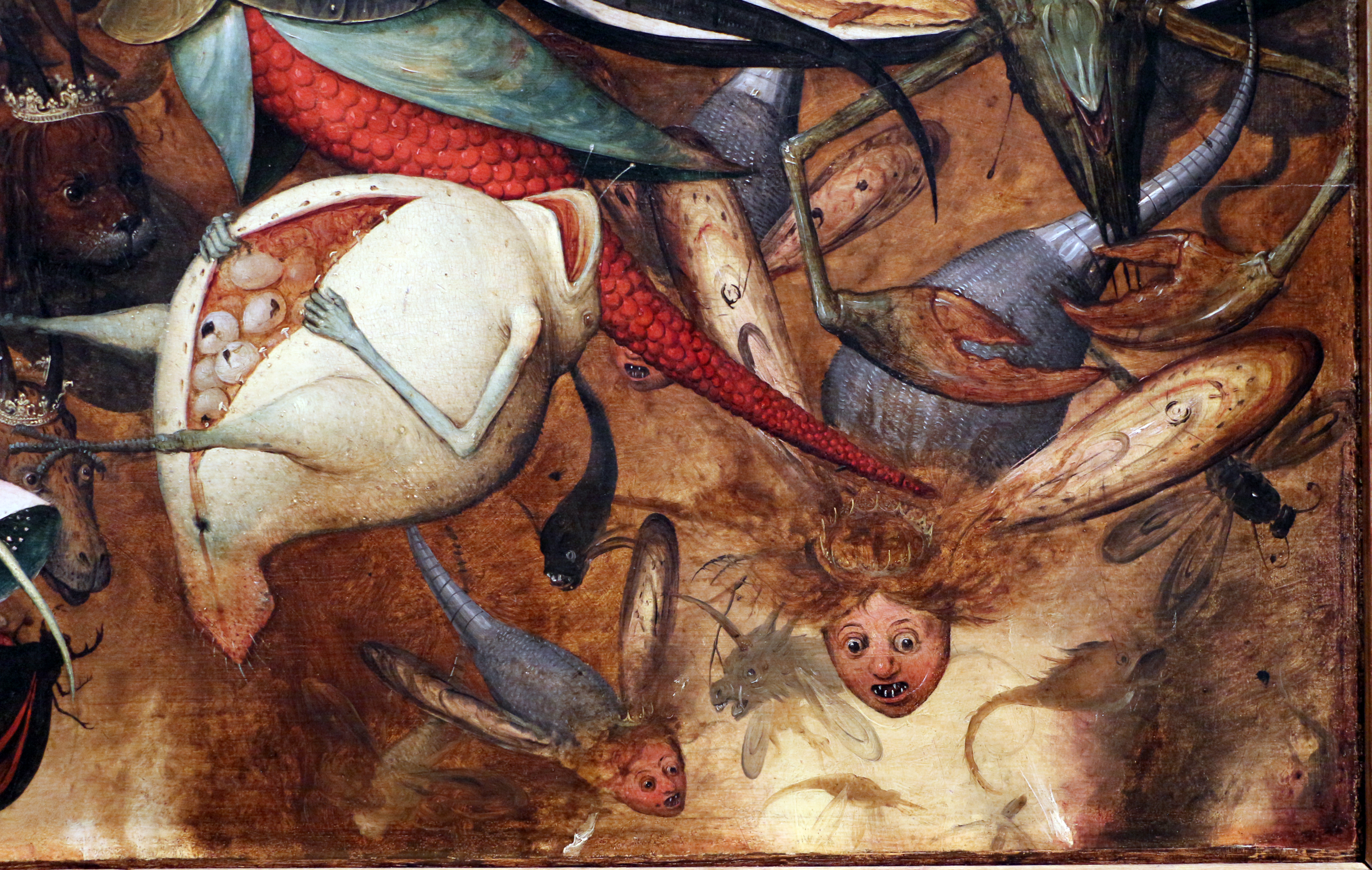
卵の詰まった腹を開く怪物と、冠を着けた人面の怪物
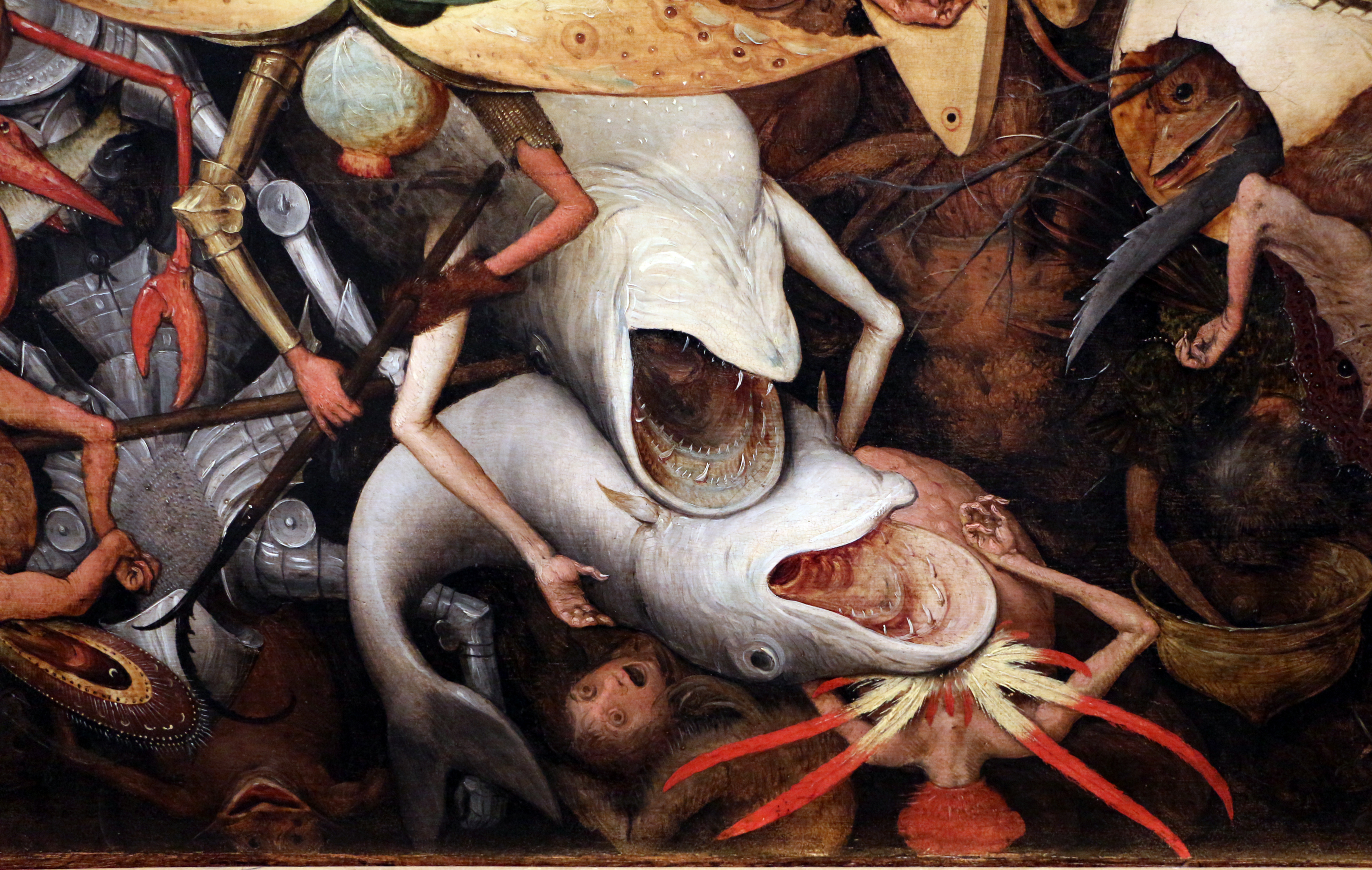
魚の怪物